# Dasyhelea kyrenica
Dasyhelea kyrenica är en tvåvingeart som beskrevs av Remm 1972. Dasyhelea kyrenica ingår i släktet Dasyhelea och familjen svidknott. Inga underarter finns listade i Catalogue of Life.